# Tyrannochromis nigriventer
Tyrannochromis nigriventer är en fiskart som beskrevs av Eccles, 1989. Tyrannochromis nigriventer ingår i släktet Tyrannochromis och familjen Cichlidae. IUCN kategoriserar arten globalt som livskraftig. Inga underarter finns listade i Catalogue of Life.